# Marie Margaretha Anklin
Marie Margaretha Anklin (auch Marguerite Anklin; * 26. Februar 1878 in Basel; † 13. Juli 1916 ebenda; heimatberechtigt in Zwingen und Basel) war eine Schweizer Musikerin und Literaturkennerin.

## Leben und Wirken
Marie Margaretha Anklin war die Tochter der Marie Célestine geborene Doyen und des Kunstschreinermeisters Johann Anklin. Sie hatte eine ältere Schwester Sylvine (1869–1919). Anklin wurde Sekundarlehrerin in Basel und blieb ledig.
Anklin spielte Violine und bildete sich auf deutschen Konservatorien in Musik aus. Sie war besonders an Literatur interessiert und setzte sich in Basel für den Ausbau der Bibliothek des Borromäums ein. Sie gehörte dort dem Kreis des Gründers Joseph Alexis Joye an. Ihre Schwester assistierte Joye bei dessen Filmprojekten.
Eine enge Freundschaft verband Anklin seit 1910 mit der österreichischen Schriftstellerin Enrica von Handel-Mazzetti. Im «Literaturstreit» verteidigte sie in der katholischen Presse Handel-Mazzettis angegriffene Bücher gegen den Plagiatsvorwurf sowie gegen angebliche Defizite katholischer Gesinnung. Der Briefwechsel befindet sich im Nachlass Handel-Mazzettis im Adalbert-Stifter-Institut in Linz.

## Schriften
- als M(arguerite) Anklin Enrica von Handel-Mazzetti und Karl Schönherr. Gedanken zum neuesten Literaturstreit. Berlin 1911.

## Nachrufe
- Basler Nachrichten vom 15. Juli 1916.
- Basler Volksblatt  vom 15. Juli 1916.

## Belege
1. 1 2 3  Victor Conzemius: Marie Margaretha Anklin. In: Historisches Lexikon der Schweiz.  17. Juli 2001, abgerufen am 8. Februar 2025.

| Personendaten    | Personendaten                             |
| ---------------- | ----------------------------------------- |
| NAME             | Anklin, Marie Margaretha                  |
| ALTERNATIVNAMEN  | Anklin, Marguerite (Autorenname)          |
| KURZBESCHREIBUNG | Schweizer Musikerin und Literaturkennerin |
| GEBURTSDATUM     | 26. Februar 1878                          |
| GEBURTSORT       | Basel, Schweiz                            |
| STERBEDATUM      | 13. Juli 1916                             |
| STERBEORT        | Basel, Schweiz                            |